# Élections provinciales de 2018 en république démocratique du Congo
Les élections provinciales congolaise de 2018 ont lieu le 30 décembre 2018 en République démocratique du Congo (RDC) en même temps que la présidentielle et les législatives afin de renouveler les 780 membres des assemblées des 26 provinces de la république démocratique du Congo et de la capitale Kinshasa.

## Contexte
Le report à plusieurs reprises des élections est liée à celui de la présidentielle devant avoir lieu simultanément. Initialement prévues fin 2016, les élections n'ont finalement pas lieu à la suite de l'annonce le 29 septembre 2016 de leur report à 2018 par la Commission électorale indépendante (CENI), pour cause de fichier électoral incomplets. Ce report entraîne une profonde crise intérieure causant une quarantaine de morts, et des négociations avec l'opposition amènent par la suite à fixer le report à un maximum d'un an, soit décembre 2017. Le 7 juillet 2017, cependant, le président de la CENI déclare impossible de tenir ce délai. Le 5 novembre 2017, il fixe finalement la date du scrutin présidentiel, couplé aux législatives et aux provinciales, au 23 décembre de l'année suivante, avec publication des résultats des provinciales le 23 janvier suivant,.
Trois jours avant la date prévue du 23 décembre, le scrutin est reporté au 30 par la Commission électorale nationale et indépendante (Céni) en raison de retard dans l'impression des bulletins, des difficultés rencontrées face à l'épidémie d'Ebola dans l'est du payd, ainsi que par l'incendie d'un entrepôt de la commission,.

## Mode de scrutin

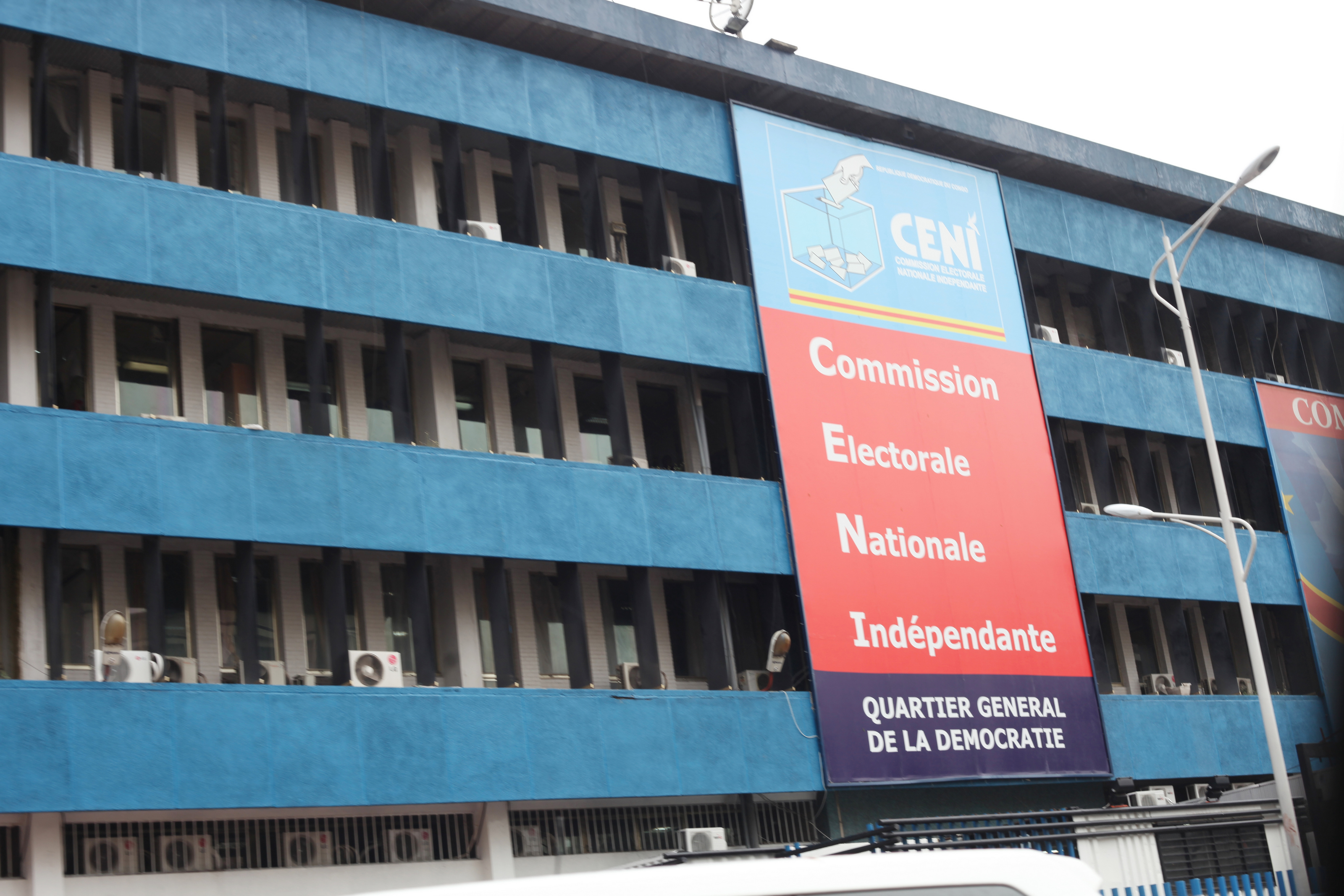
Bureaux de la CENI à Kinshassa

Les 26 Provinces de la république démocratique du Congo, dont la ville province de la capitale Kinshasa, sont dotées d'assemblées provinciales élus pour des mandats de cinq ans renouvelables, pour un total de 780 députés provinciaux. 
Le système électoral est mixte. Dans les circonscriptions d'un seul siège le mode de scrutin est uninominal majoritaire à un tour, tandis que les députés provinciaux des circonscriptions plurinominales sont élus au scrutin proportionnel avec listes ouvertes et vote préférentiel. Chaque province est dotée d'entre 18 et 48 députés dont entre 17 et 44 élus au scrutin direct en fonction de sa population, et entre 1 et 4 députés cooptés par les autres parmi les chefs coutumiers. Soit au niveau national 715 députés provinciaux élus et 65 cooptés, pour un total de 780
Les listes sont dites ouvertes, un électeur votant pour la liste d'un parti a en effet la possibilité d'utiliser un vote préférentiel pour le nom d'un seul candidat afin de faire monter sa place dans la liste pour laquelle il se présente, la répartition des sièges obtenus par ces dernières se faisant par la suite selon la méthode dite du plus fort reste,.

## Déroulement

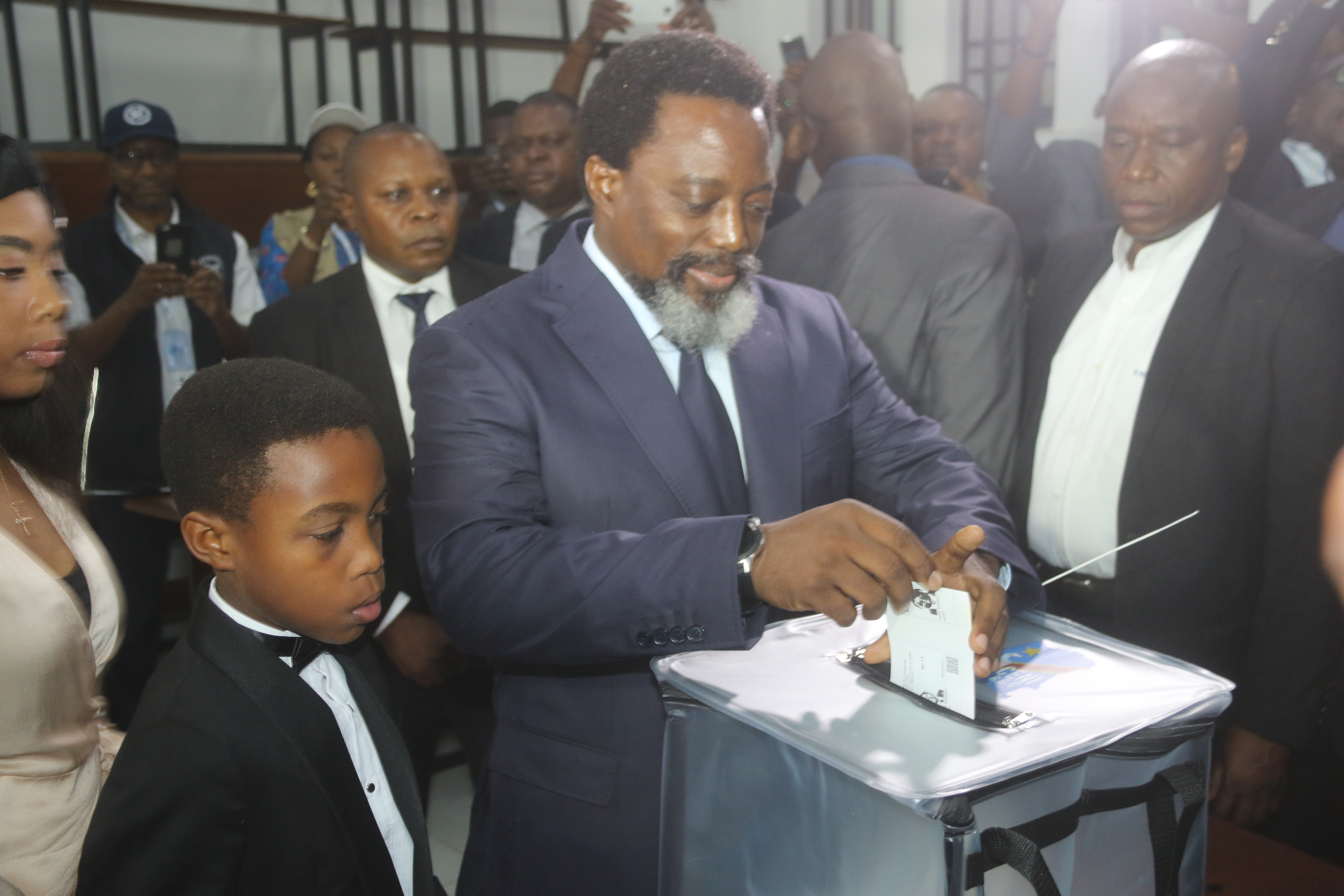
Le président Joseph Kabila en train de voter

Trois jours avant la date prévue du 23 décembre, le scrutin est reporté au 30 par la Commission électorale nationale et indépendante (CENI) en raison de retard dans l'impression des bulletins, des difficultés rencontrées face à l'épidémie d'Ebola dans l'est du pays, ainsi que par l'incendie d'un entrepôt de la commission.
Le 26 décembre 2018, soit 4 jours avant le scrutin, la CENI déclare qu'il sera impossible d'organiser les élections dans les villes de Beni, Butembo et Yumbi pour cause de « persistance de l'épidémie de maladie à virus Ebola » et à cause du risque « d'incidents meurtriers ». Les opérations électorales pour ces villes sont alors reportées au mois de mars 2019 pour ce qui est des législatives et des provinciales, et annulées pour la présidentielle. Les partis d'opposition considèrent qu'il s'agit là d'une manœuvre politique car les circonscriptions exclues votent habituellement pour des candidats d'opposition.
Le 30 décembre 2018, de nombreux dysfonctionnements sont constatés car le matériel fourni pour les opérations de vote est soit défaillant soit manquant. De plus, de nombreuses irrégularités sont rapportés. À Beni, ville dans laquelle le scrutin a été annulé, le mouvement citoyen LuCha organise une élection symbolique afin de démontrer leur faisabilité malgré la décision de la CENI.

## Résultats
La campagne officielle débute le 21 novembre et dure un mois. Un total de 19 640 candidats se présentent aux élections. L'annonce des résultats provisoires par la Céni est prévue d'ici au 6 janvier 2019, avant d'être finalement repoussée au 10 janvier. 

## Résultats nationaux
| Parti                     | Parti                                                                            | Voix       | %   | Sièges | Sièges  | Sièges | +/- |
| Parti                     | Parti                                                                            | Voix       | %   | Élus   | Cooptés | Total  | +/- |
| ------------------------- | -------------------------------------------------------------------------------- | ---------- | --- | ------ | ------- | ------ | --- |
|                           | Alliance des Forces démocratiques du Congo et alliés (AFDC-A)                    |            |     | 68     |         |        |     |
|                           | Parti du peuple pour la reconstruction et la démocratie (PPRD)                   |            |     | 56     |         |        |     |
|                           | Parti du peuple pour la paix et la démocratie (PPPD)                             |            |     | 46     |         |        |     |
|                           | Action alternative pour le bien-être et le changement (AAB)                      |            |     | 45     |         |        |     |
|                           | Union pour la démocratie et le progrès social-Tshisekedi (UDPS-Tshisekedi)       |            |     | 43     |         |        |     |
|                           | Action des alliés pour l’amélioration des conditions de vie des congolais (AAAC) |            |     | 26     |         |        |     |
|                           | Groupe des 7 (G7)                                                                |            |     | 26     |         |        |     |
|                           | Mouvement Social (MS)                                                            |            |     | 25     |         |        |     |
|                           | Alliance des acteurs pour la bonne gouvernance du Congo (AABC)                   |            |     | 24     |         |        |     |
|                           | Alliance des démocrates pour le renouveau et le progrès (ADRP)                   |            |     | 24     |         |        |     |
|                           | Alliance des bâtisseurs pour un Congo émergent (ABCE)                            |            |     | 23     |         |        |     |
|                           | Mouvement de libération du Congo (MLC)                                           |            |     | 22     |         |        |     |
|                           | Rassemblement pour la reconstruction du Congo (RRC)                              |            |     | 22     |         |        |     |
|                           | Alliance des mouvements du Kongo (AMK)                                           |            |     | 21     |         |        |     |
|                           | Parti lumumbiste unifié et alliés (PALU-A)                                       |            |     | 20     |         |        |     |
|                           | Avenir du Congo (ACO)                                                            |            |     | 20     |         |        |     |
|                           | Alliance politique CCU et alliés (ALLIANCE)                                      |            |     | 15     |         |        |     |
|                           | Alliance pour l’alternance démocratique (AAD)                                    |            |     | 15     |         |        |     |
|                           | Parti congolais pour le développement (PCD)                                      |            |     | 11     |         |        |     |
|                           | Autres                                                                           |            |     |        |         |        | -   |
|                           | Indépendants                                                                     |            |     |        |         |        |     |
|                           |                                                                                  |            |     |        |         |        |     |
| Suffrages exprimés        |                                                                                  |            |     |        |         |        |     |
| Votes blancs et invalides |                                                                                  |            |     |        |         |        |     |
| Total                     | Total                                                                            |            | 100 | 715    | 65      | 780    | 90  |
| Abstentions               |                                                                                  |            |     |        |         |        |     |
| Inscrits / participation  | Inscrits / participation                                                         | 40 024 897 |     |        |         |        |     |

## Résultats par province

### Haut Katanga
| Partis                    | Partis                                                                     | Voix | %   | Sièges | Sièges  | Sièges | +/-           |
| Partis                    | Partis                                                                     | Voix | %   | Élus   | Cooptés | Total  | +/-           |
| ------------------------- | -------------------------------------------------------------------------- | ---- | --- | ------ | ------- | ------ | ------------- |
|                           | Alliance des mouvements du Kongo (AMK)                                     |      |     | 6      |         |        |               |
|                           | Alliance pour l’avenir (AA/A)                                              |      |     | 6      |         |        |               |
|                           | Groupe des 7 (G7)                                                          |      |     | 5      |         |        |               |
|                           | Union pour la démocratie et le progrès social-Tshisekedi (UDPS-Tshisekedi) |      |     | 4      |         |        |               |
|                           | Parti lumumbiste unifié (PALU)                                             |      |     | 4      |         |        |               |
|                           | Alliance des forces démocratiques du Congo et alliés (AFDC-A)              |      |     | 4      |         |        |               |
|                           | Parti du peuple pour la reconstruction et la démocratie (PPRD)             |      |     | 2      |         |        |               |
|                           | Autres                                                                     |      |     | 13     |         |        | -             |
|                           | Indépendants                                                               |      |     | 0      |         |        |               |
|                           |                                                                            |      |     |        |         |        |               |
| Suffrages exprimés        |                                                                            |      |     |        |         |        |               |
| Votes blancs et invalides |                                                                            |      |     |        |         |        |               |
| Total                     | Total                                                                      |      | 100 | 44     | 4       | 48     | en stagnation |
| Abstentions               |                                                                            |      |     |        |         |        |               |
| Inscrits / participation  |                                                                            |      |     |        |         |        |               |